# 雅罗斯拉夫·斯维亚托斯拉维奇
雅罗斯拉夫·斯维亚托斯拉维奇（Ярослав Святославич，1074年—1129年），穆罗姆王公（1096年~1129年），切尔尼戈夫王公（1123年~1127年）。他是穆罗姆和梁赞两地的公王朝的始祖。
雅罗斯拉夫·斯维亚托斯拉维奇是基辅大公斯维亚托斯拉夫二世·雅罗斯拉维奇的儿子。1096年，他与其兄弟切尔尼戈夫公爵奥列格·斯维亚托斯拉维奇联合，在罗斯托夫附近与佩列亚斯拉夫王公弗拉基米尔·莫诺马赫的儿子们（姆斯季斯拉夫·弗拉基米罗维奇、维亚切斯拉夫·弗拉基米罗维奇）发生了一场大战。由于莫诺马赫还得到基辅大公斯维亚托波尔克二世·伊贾斯拉维奇的支持，斯维亚托斯拉维奇兄弟被击败，奥列格的切尔尼戈夫领地被夺走。1097年，根据柳别奇全罗斯王公大会的决定，雅罗斯拉夫·斯维亚托斯拉维奇获得原属其父的穆罗姆领地。
1104年，雅罗斯拉夫·斯维亚托斯拉维奇在穆罗姆曾与摩尔多瓦人发生过一场战斗，结果被对方打败。
1123年，在兄长达维德·斯维亚托斯拉维奇王公去世后，雅罗斯拉夫·斯维亚托斯拉维奇获得了切尔尼戈夫的公位。1127年雅罗斯拉夫的侄子弗谢沃洛德·奥利戈维奇（奥列格·斯维亚托斯拉维奇之子）把他从领地赶走，占据了切尔尼戈夫的公位；基辅大公姆斯季斯拉夫·弗拉基米罗维奇与其兄弟佩列亚斯拉夫王公亚罗波尔克·弗拉基米罗维奇（均为弗拉基米尔·莫诺马赫之子）要求弗谢沃洛德归还切尔尼戈夫，但没有成功。弗谢沃洛德·奥利戈维奇向基辅的大贵族行贿，使他们在大公面前为自己辩护。结果姆斯季斯拉夫不久就撤军了。1127年冬天雅罗斯拉夫·斯维亚托斯拉维奇从穆罗姆赶到基辅要求姆斯季斯拉夫给予更多援助，后者于是准备再次起兵对付弗谢沃洛德·奥利戈维奇，但被大牧首安德烈劝阻了。最终姆斯季斯拉夫迫使弗谢沃洛德与雅罗斯拉夫和解。
雅罗斯拉夫·斯维亚托斯拉维奇从此失去了切尔尼戈夫，他的后代继承了穆罗姆，成为穆罗姆和梁赞的历代王公。

## 子女
1. 罗斯季斯拉夫·雅罗斯拉维奇
2. 达维德·雅罗斯拉维奇
3. 斯维亚托斯拉夫·雅罗斯拉维奇
4. 伊戈尔·雅罗斯拉维奇
5. 尤里·雅罗斯拉维奇